# Jasper Heusinkveld
Jasper Heusinkveld (Doetinchem, 24 december 1988) is een Nederlands voormalig voetballer die speelde als doelman.

## Clubcarrière

### Go Ahead Eagles
Na de jeugdopleiding van De Graafschap te hebben doorlopen maakt Heusinkveld aan het begin van het seizoen 2008/2009 de overstap naar Go Ahead Eagles waar hij wordt herenigd met hoofdtrainer Andries Ulderink.

#### Seizoen 2008/09
In het seizoen 2008/2009 is Heusinkveld de derde doelman achter Remko Pasveer en Kevin Moeliker en krijgt hij geen speelminuten toebedeeld.

#### Seizoen 2009/10
Heusinkveld is na het vertrek van Moeliker de tweede doelman. Op 9 april tijdens de wedstrijd De Graafschap - Go Ahead Eagles (3-2) maakt Heusinkveld zijn debuut voor Go Ahead Eagles, en daarmee ook in het betaalde voetbal. Eerste doelman Pasveer krijgt in de 90e minuut een rode kaart waarna Heusinkveld in het veld wordt gebracht als vervanger van Robbert Maruanaya. In het daaropvolgende duel, uit tegen Fortuna Sittard start Heusinkveld in de basis vanwege Pasveers schorsing en speelt de hele partij. Go Ahead Eagles verliest met 2-0.

#### Seizoen 2010/11
Ook in het seizoen 2010/2011 is Heusinkveld tweede doelman, nu achter de van Ajax gehuurde Sergio Padt die de opvolger is van de naar Heracles Almelo teruggekeerde Pasveer. Padt speelt alle wedstrijden en Heusinkveld is veroordeeld tot een heel seizoen op de reservebank. Ulderink, de trainer die Heusinkveld naar Deventer haalde, vertrekt na het einde van het seizoen naar De Graafschap.

#### Seizoen 2011/12
Ook onder de nieuwe trainer Joop Gall is Heusinkveld reservedoelman. Gall wordt in maart ontslagen, Jimmy Calderwood wordt aangesteld als interim tot en met het einde van het seizoen. Ook onder Calderwood blijft De Heus tweede keus. Op 9 april, precies twee jaar na zijn debuut, maakt Heusinkveld tegen FC Dordrecht weer zijn opwachting in het eerste elftal. Dit keer vanwege een blessure van de van SC Veendam overgekomen eerste doelman Peter van der Vlag, die de naar AA Gent vertrokken Padt vervangt. Het duel met FC Dordrecht eindigt in een 4-2-overwinning voor Go Ahead Eagles. Ook de vrijdag erop, op 13 april, start De Heus in de basis. Ditmaal in Maastricht tegen MVV. Met een 1-2 uitslag trekt Go Ahead Eagles opnieuw aan het langste eind.
Na opnieuw een blessure bij Van der Vlag verdedigt Heusinkveld op 5 mei in de return play-offwedstrijd tegen FC Den Bosch opnieuw het doel van Go Ahead Eagles. Ondanks een prima optreden van De Heus verliest Go Ahead Eagles met 2-0. Omdat de heenwedstrijd in 1-1 was geëindigd betekent het de uitschakeling van Go Ahead Eagles in de play-offs.

#### Seizoen 2012/13
Ondanks een uitstekende voorbereiding, waarin Heusinkveld nul treffers incasseert, benoemt Erik ten Hag, de nieuwe hoofdcoach, de van FC Twente gehuurde Nick Marsman tot eerste doelman. Heusinkveld is dit seizoen wederom tweede doelman. Op 23 maart wordt bekend dat Heusinkveld zijn aflopende contract niet verlengt en dus de club aan het einde van het seizoen zal verlaten. Heusinkveld is naar eigen zeggen toe aan een nieuwe uitdaging. Go Ahead Eagles promoveert dit seizoen als winnaar van de play-offs naar de Eredivisie, Heusinkveld komt dit seizoen niet in actie.

### De Graafschap

#### Seizoen 2013/14
Op 14 juni 2013 tekent Heusinkveld een amateurcontract bij De Graafschap, de club waar hij van zijn elfde tot zijn twintigste zijn jeugdopleiding genoot. De Heus zal gaan spelen met rugnummer 30.
Heusinkveld maakte op 20 september zijn debuut tegen Jong FC Twente. Na een half uur spelen leidden de Tukkers al met 0-3, De Graafschap kwam echter terug tot 3-3.
Vanwege de blessure van doelman Theo Zwarthoed, bleef De Heus eerste keus. Hij stond daardoor ook tegen Excelsior onder de lat. De Graafschap wint met 2-1. Ook in de daaropvolgende wedstrijden tegen Sparta Rotterdam (3-0 verlies), Willem II (0-0) en FC Oss (6-1 winst) verdedigt Heusinkveld het doel van De Graafschap.
Een terugslag bij eerste doelman Zwarthoed zorgt ervoor dat Heusinkveld ook keept tegen FC Volendam. In de slotfase voorkomt De Heus met een prachtige redding dat Damiën Menzo FC Volendam op 1-0 zet. Kort daarna blundert Volendam-doelman Theo Timmermans waardoor De Graafschap met 1-0 wint in het Kras Stadion.
Op 30 oktober maakt De Graafschap bekend dat het amateurcontract van Heusinkveld is omgezet in een profcontract, dat loopt tot het einde van het seizoen.
Eind november was eerste doelman Zwarthoed hersteld van zijn blessure, en werd Heusinkveld, die inmiddels tien wedstrijden voor De Graafschap heeft gespeeld, weer naar de reservebank verwezen. Eind december wordt trainer Pieter Huistra ontslagen vanwege de tegenvallende resultaten. Calderwood, eerder Heusinkvelds trainer bij Go Ahead Eagles, wordt aangesteld als interim-trainer maar vertrekt al na een maand wegens een conflict met de leiding van de club. Assistent-trainer Jan Vreman, voor Calderwoods aanstelling ook al even interim-trainer, neemt tot en met het einde van het seizoen de honneurs waar en tekent in mei een contract voor het volgende seizoen.
De rest van de competitie en in de eerste twee rondes van de play-offs, waarin nummer zeven van de Jupiler League De Graafschap Fortuna Sittard verslaat en een ronde later nipt wordt uitgeschakeld door eredivisionist RKC Waalwijk, komt Heusinkveld niet meer in actie.
Heusinkveld verlengt op 7 mei zijn contract met een jaar, waarbij De Graafschap een optie heeft op nog een seizoen. Eerste doelman Zwarthoed vertrekt aan het einde van het seizoen waardoor de kansen op een basisplaats volgend seizoen toenemen.

#### Seizoen 2014/15
Ondanks het vertrek van Zwarthoed blijft Heusinkveld reservedoelman. Hoofdtrainer Vreman benoemt de jeugdige Hidde Jurjus tot eerste doelman waardoor De Heus opnieuw lijkt veroordeeld tot een seizoen op de reservebank. Dit seizoen speelt Heusinkveld met rugnummer 16.
Tijdens de eerste wedstrijd van het seizoen echter, uit tegen FC Emmen, doet Vreman al een beroep op Heusinkveld. Jurjus raakt tijdens het duel geblesseerd en wordt in de rust gewisseld bij een 1-0 achterstand. Heusinkveld houdt De Graafschap  in de tweede helft op de been en ziet zijn ploeg kort voor tijd gelijkmaken (1-1).
Een week later is Jurjus nog niet hersteld en dus verdedigt Heusinkveld tijdens de tweede wedstrijd van het seizoen, thuis tegen Almere City, 90 minuten het doel van De Graafschap. Heusinkveld houdt eenvoudig zijn doel schoon, De Graafschap wint met 3-0. Ook in de negen daaropvolgende wedstrijden is Heusinkveld de doelverdediger, hij houdt drie keer de nul.
Kort daarna, eind oktober, raakt Heusinkveld geblesseerd aan zijn knie waardoor hij enige tijd niet inzetbaar is. In maart 2015 tekent hij een nieuw contract dat hem tot en met medio 2017 aan De Graafschap bindt. In maart is Heusinkveld ook hersteld van zijn knieblessure, hij maakt het seizoen af als reservedoelman en promoveert na het winnen van de play-offs met De Graafschap naar de Eredivsie.

#### Seizoen 2015/16
De Graafschap haalt in Eric Verstappen, naast Jurjus, nog een concurrent voor Heusinkveld. Jurjus blijft in de Eredivisie eerste doelman, Verstappen wordt tweede doelman. Heusinkveld is derde keus en doet wedstrijdritme op bij Jong De Graafschap. In november loopt de doelman een breuk op in zijn pols, waardoor hij de rest van het seizoen is uitgeschakeld.

#### Seizoen 2016/17
Tegen DZSV, het eerste duel in de voorbereiding op het seizoen, maakt Heusinkveld zijn rentree na een polsblessure. Hij vervangt in de zestigste minuut Jurjus. De Graafschap wint met 5-1, Heusinkveld houdt zijn doel schoon. Jurjus vertrekt voor de start van het seizoen naar PSV. De Graafschap trekt Filip Bednarek aan als zijn vervanger. Bednarek wordt eerste doelman, Heusinkveld tweede keus. Begin december wordt Vreman ontslagen, Jan Oosterhuis en Dennis te Braak nemen zijn taken tijdelijk waar. Ook onder het interim-duo blijft Heusinkveld tweede doelman. De nieuwe trainer Henk de Jong houdt ondanks de tegenvallende resultaten ook vast aan Bednarek. Begin mei maakt De Graafschap bekend zijn aflopende contract niet te verlengen. Heusinkveld verlaat de club hierdoor transfervrij.

### DFS

#### Seizoen 2017/18
In augustus 2017 verbond hij zich voor het seizoen 2017/18 aan hoofdklasser DFS. Medio 2018 stopte hij met voetballen.

### Carrièrestatistieken
| Seizoen                    | Club            | Land            | Competitie      | Competitie | Competitie | Beker | Beker | Internationaal | Internationaal | Overig | Overig | Totaal | Totaal |
| Seizoen                    | Club            | Land            | Competitie      | Wed.       | Dlp.       | Wed.  | Dlp.  | Wed.           | Dlp.           | Wed.   | Dlp.   | Wed.   | Dlp.   |
| -------------------------- | --------------- | --------------- | --------------- | ---------- | ---------- | ----- | ----- | -------------- | -------------- | ------ | ------ | ------ | ------ |
| 2008/09                    | Go Ahead Eagles | Nederland       | Eerste divisie  | 0          | 0          | 0     | 0     | 0              | 0              | 0      | 0      | 0      | 0      |
| 2009/10                    | Go Ahead Eagles | Nederland       | Eerste divisie  | 1          | 0          | 0     | 0     | 0              | 0              | 0      | 0      | 1      | 0      |
| 2010/11                    | Go Ahead Eagles | Nederland       | Eerste divisie  | 0          | 0          | 0     | 0     | 0              | 0              | 0      | 0      | 0      | 0      |
| 2011/12                    | Go Ahead Eagles | Nederland       | Eerste divisie  | 2          | 0          | 0     | 0     | 0              | 0              | 1      | 0      | 3      | 0      |
| 2012/13                    | Go Ahead Eagles | Nederland       | Eerste divisie  | 0          | 0          | 0     | 0     | 0              | 0              | 0      | 0      | 0      | 0      |
| 2013/14                    | De Graafschap   | Nederland       | Eerste divisie  | 10         | 0          | 0     | 0     | 0              | 0              | 0      | 0      | 10     | 0      |
| 2014/15                    | De Graafschap   | Nederland       | Eerste divisie  | 11         | 0          | 1     | 0     | 0              | 0              | 0      | 0      | 12     | 0      |
| 2015/16                    | De Graafschap   | Nederland       | Eredivisie      | 0          | 0          | 0     | 0     | 0              | 0              | 0      | 0      | 0      | 0      |
| 2016/17                    | De Graafschap   | Nederland       | Eerste divisie  | 0          | 0          | 0     | 0     | 0              | 0              | 0      | 0      | 0      | 0      |
| Carrière totaal            | Carrière totaal | Carrière totaal | Carrière totaal | 24         | 0          | 1     | 0     | 0              | 0              | 1      | 0      | 26     | 0      |
| Bijgewerkt tot 8 juni 2017 |                 |                 |                 |            |            |       |       |                |                |        |        |        |        |